# Thymoites
Thymoites är ett släkte av spindlar som beskrevs av Eugen von Keyserling 1884. Thymoites ingår i familjen klotspindlar.

## Dottertaxa tillThymoites, i alfabetisk ordning[1][2]
- Thymoites aloitus
- Thymoites amprus
- Thymoites anicus
- Thymoites anserma
- Thymoites banksi
- Thymoites bellissimus
- Thymoites bogus
- Thymoites boneti
- Thymoites boquete
- Thymoites bradti
- Thymoites camano
- Thymoites cancellatus
- Thymoites caracasanus
- Thymoites chiapensis
- Thymoites chickeringi
- Thymoites chikunii
- Thymoites chopardi
- Thymoites confraternus
- Thymoites corus
- Thymoites crassipes
- Thymoites cravilus
- Thymoites delicatulus
- Thymoites ebus
- Thymoites expulsus
- Thymoites gertrudae
- Thymoites gibbithorax
- Thymoites guanicae
- Thymoites illudens
- Thymoites ilvan
- Thymoites incachaca
- Thymoites indicatus
- Thymoites ipiranga
- Thymoites iritus
- Thymoites levii
- Thymoites lobifrons
- Thymoites lori
- Thymoites luculentus
- Thymoites machu
- Thymoites maderae
- Thymoites maracayensis
- Thymoites marxi
- Thymoites matachic
- Thymoites melloleitaoni
- Thymoites minero
- Thymoites minnesota
- Thymoites mirus
- Thymoites missionensis
- Thymoites nentwigi
- Thymoites nevada
- Thymoites notabilis
- Thymoites okumae
- Thymoites oleatus
- Thymoites orilla
- Thymoites pallidus
- Thymoites palo
- Thymoites peruanus
- Thymoites piarco
- Thymoites pictipes
- Thymoites praemollis
- Thymoites prolatus
- Thymoites puer
- Thymoites ramon
- Thymoites rarus
- Thymoites reservatus
- Thymoites sanctus
- Thymoites sarasota
- Thymoites sclerotis
- Thymoites simla
- Thymoites simplex
- Thymoites struthio
- Thymoites stylifrons
- Thymoites subtilis
- Thymoites ulleungensis
- Thymoites unimaculatus
- Thymoites unisignatus
- Thymoites urubamba
- Thymoites wangi
- Thymoites verus
- Thymoites villarricaensis
- Thymoites vivus
- Thymoites yaginumai